# 和食検定
和食検定（わしょくけんてい）は、一般財団法人日本ホテル教育センターが実施する検定試験である。文部科学省および国土交通省観光庁が後援している。

## 概要
日本の食文化の理解と継承のために必要な知識の理解度を測定する目的で、2011年10月29日より実施開始。
国際交流としての側面もあり、近年、訪日外国人旅行者や日本に留学する外国人の学生が増加していることから、知名度・人気が高まっている。
試験は毎年2月と10月の年2回実施される（ただし、実務レベルは10月のみ実施される。）。

## 認定基準
初級レベル
和食の基礎知識を問う問題が出題される。和食の初心者を対象としており、受験制限はなく、誰でも受験できる。
試験時間は60分。問題数は100問（この内10問は英語に関する出題である。）。マークシート形式。正解率60%以上で3級認定、75%以上で2級認定、90%以上で1級認定となる。
正解率が60%未満の場合は不合格。
基本レベル
初級レベルの出題範囲に加え、日本料理の歴史や接遇等に関する問題が出題される。また、日本料理や接遇に関する基本的な英会話の知識も要求される。
和食業界に興味がある人および新入社員を対象としている。初級レベル同様、受験制限はなく、誰でも受験できる。
試験時間は90分。「料理」「接遇」「和食基礎英語」の3項目に分かれており、料理から80問、接遇から80問、和食基礎英語から40問が出題される。
「全体の正解率が65%以上かつ各項目の正解率が60%以上の場合」は2級認定、「全体の正解率が85%以上かつ各項目の正解率が80%以上の場合」は1級認定となる。
全体の正解率が65%未満または正解率60%未満の項目が1つでもあった場合は不合格。
実務レベル
基本レベルの出題範囲に加え、着物や和室に関する問題が出題される他、飲食店でのマネジメントや危機管理等に関するスキルも要求される。
誰でも受験できる初級レベルや基本レベルとは異なり、基本レベルの2級または1級の認定者のみが受験可能である。また、接遇の実務知識が中心となるため、1年以上の和食業界での実務経験を持った上での受験が推奨されている。
試験時間は90分。「振舞」「伝心」「和食応用英語」の3項目に分かれており、振舞から80問、伝心から80問、和食応用英語から40問が出題される。
「全体の正解率が65%以上かつ各項目の正解率が60%以上の場合」は2級認定、「全体の正解率が85%以上かつ各項目の正解率が80%以上の場合」は1級認定となる。
全体の正解率が65%未満または正解率60%未満の項目が1つでもあった場合は不合格。